# Philippe de Marlier

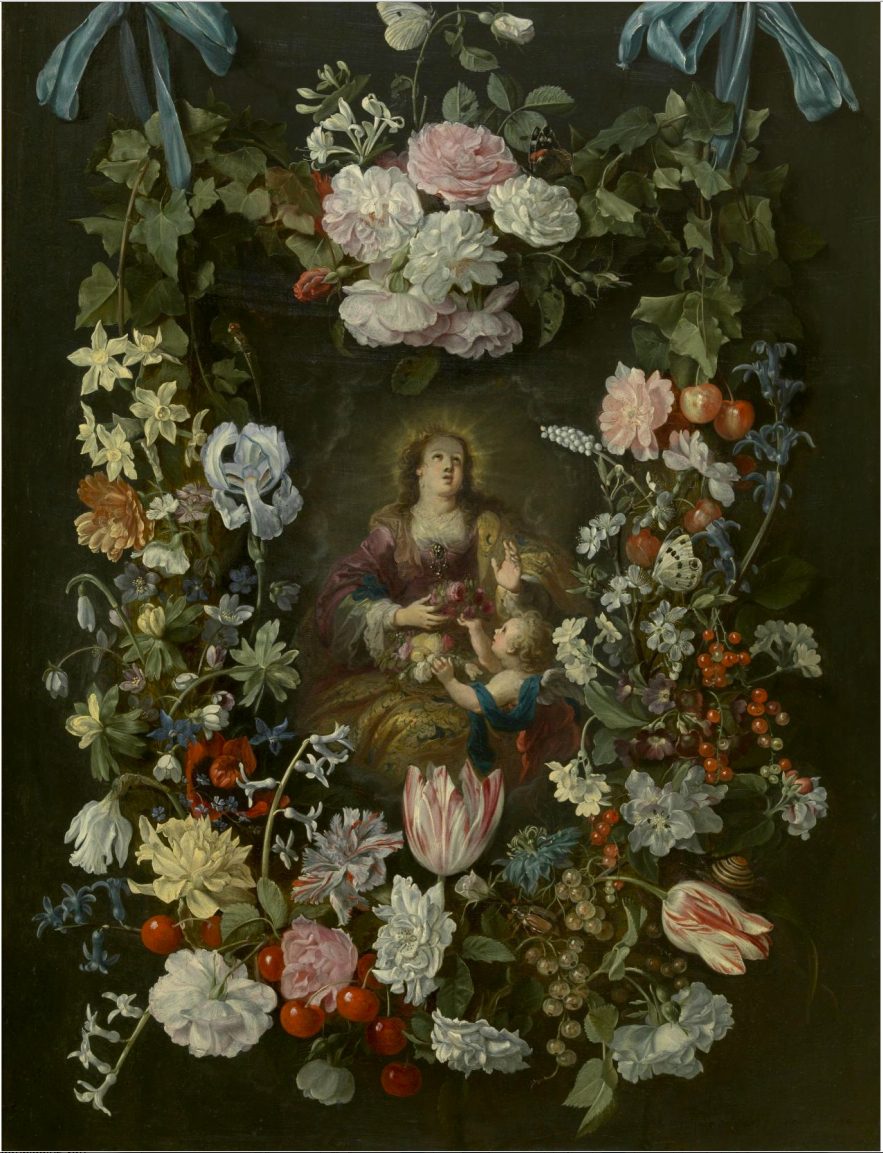
Nature morte aux fleurs (oeuillets)

Philippe de Marlier, né vers 1573 et mort en 1668 à Anvers, est un peintre flamand de l'époque baroque.
Il est connu pour ses natures mortes représentant fidèlement fleurs et fruits.
Il est également connu pour ses peintures à l’huile supports de dévotion religieuse (saintes, madones entourées de fleurs ou de guirlandes de fleurs et fruits (groseilles) où l'on peut parfois distinguer des insectes (papillons) ou des escargots comme cela se faisait fréquemment dans les natures mortes néerlandaises de l’époque ou des époques qui ont suivi.

## Œuvre
- Sainte Dorothée dans un décor floral, au Musée royal des beaux-arts, à Anvers.
- Vase de fleurs, collection privée[1].

## Élèves
- Christian Luycks (1623-1670)